# إديلاردو رودريغيز
إيدلاردو رودريغيز (بالإسبانية: Adelardo Rodríguez)‏ ، من مواليد 26 سبتمبر 1939 ، لاعب كرة قدم إسباني سابق.
الاندية التي لعب لها : (اتلتيكو مدريد) وحقق معه :
- كؤوس ملك ( 1959-1960 , 1960-1961 , 1964-1965 , 1971-1972 , 1975-1976 )
- كأس الكؤوس ( 1961-1962 )
- كأس القارات ( 1974-75 )
- الليغا «الدوري الإسباني» ( 73-1972 , 70-1969 , 66-1965 )
لعب مع منتخب إسبانيا لكرة القدم.
وحقق كأس الأمم الأوروبية عام 1964 , وكان عمره 25 سنة حينها .

## وصلات خارجية
- إديلاردو رودريغيز على موقع الاتحاد الدولي (مؤرشف)  (الإنجليزية)
- إديلاردو رودريغيز على موقع الاتحاد الأوربي (الإنجليزية)
- إديلاردو رودريغيز على موقع قاعدة بيانات كرة القدم.إي يو (الإنجليزية)
- إديلاردو رودريغيز على موقع ناشيونال فوتبول تيمز (الإنجليزية)
- إديلاردو رودريغيز على موقع عالم كرة القدم.نت (الإنجليزية)